# Stonemilker
〈Stonemilker〉는 아이슬란드의 싱어송라이터 비요크의 노래이다. 2015년 1월에 발매된 여덟 번째 정규 음반 《Vulnicura》에 수록되어 있다. 비요크가 작곡 및 프로듀싱을 했다.

## 구성

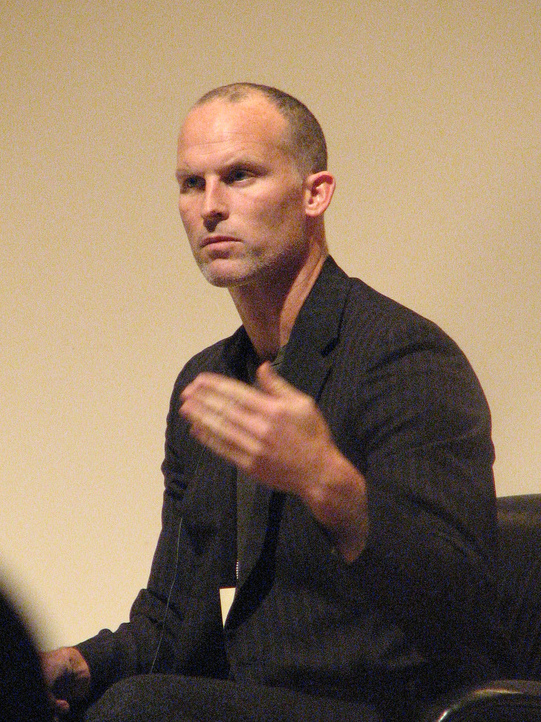
비요크의 전 애인 매튜 바니의 모습

매튜 바니와의 결별로 생긴 마음의 상처와 치유의 과정을 드러내는 《Vulnicura》의 부클릿에는 음반에 수록된 곡 노래 중 6곡이 매튜 바니와의 결별을 기점으로 언제 만들어졌는지 쓰여있으며, 그중 〈Stonemilker〉에는 "9개월 전"이라고 적혀 있다.

### 음악
뉴욕 타임스의 존 파렐레스는 〈Stonemilker〉와 음반의 다음 트랙인 〈Lionsong〉은 비요크가 이전 음반에서 선보인 "비가(悲歌)적인 현악기와 불안에 떠는 듯한 일렉트로닉"이 가미되어 있다고 표현하였다.

## 평가
레지던트 어드바이저의 앵거스 핀레이선은 비요크의 결별을 담은 《Vulnicura》가 제 2의 《Homogenic》처럼 느껴지며, 〈Stonemilker〉의 화음 진행이 마치 〈Unravel〉을 떠올린다고 언급하였다.